# B&H
B&H is een historisch Brits merk van inbouwmotoren en motorfietsen.
De bedrijfsnaam was: Bacher and Hellow Engineering Co. Ltd., Napier Works, Ponders End, Middlesex.
Bacher and Hellow waren van oorsprong fabrikanten van viertaktmotoren. Ze leverden eencilinders van 247-, 349- en 498 cc en V-twins van 494-, 698- en 995 cc. Waar de motoren voor gebruikt werden is niet bekend, want behalve Grigg, dat zich liet inspireren door de B&H-motoren, en Grindlay-Peerless waren er geen motorfietsmerken die ze inbouwden. Rond 1923 bouwde B&H zelf ook motorfietsen, waarvoor hun zwaarste V-twin werd gebruikt, maar de andere onderdelen werden ingekocht.